# Рудков, Андрей Константинович
Андрей Константинович Рудков — новатор металлургической промышленности УССР,
начальник агломерационного цеха Днепровского металлургического завода им. Ф. Э. Дзержинского. Герой Социалистического Труда (1958). Заслуженный изобретатель Украинской ССР. Почëтный гражданин города Днепродзержинска.

## Биография
Трудовой путь начал в 1926 году учеником слесаря на Днепровском металлургическом заводе. В 1933—1934 обучался в металлургическом институте им. М. И. Арсеничева, затем работал начальником смены аглофабрики завода им. Ф. Э. Дзержинского, заместителем начальника, начальником аглофабрики.
Участник Великой Отечественной войны. После окончания войны вернулся на родной завод, работал начальником блока доменного цеха, начальником агломерационного цеха.
А. К. Рудков внëс большой вклад в развитие и совершенствование аглодоменного производства. Указом Президиума Верховного Совета СССР от 1958 года за трудовые успехи отмечен высшей наградой Родины — орденом Ленина и Золотой звездой.
С 1962 год — главный инженер завода им. Ф. Э. Дзержинского.
В 1967 год — заместитель главного инженера завода по новой технике. С 1970 года — на преподавательской работе в индустриальный институт им. М. И. Арсеничева.